# Momignies
Momignies (en való Momgniye) és un municipi belga de la província d'Hainaut a la regió valona. Està compost per les seccions de Momignies, Macon, Monceau-Imbrechies, Macquenoise, Beauwelz, Forge-Philippe i Seloignes. Fa frontera amb els departaments francesos del Nord, Aisne i Ardenes.

## Agermanaments
- Gizałki
- Monts-sur-Guesnes